# ديان موت ديفيدسون
ديان موت ديفيدسون (بالإنجليزية: Diane Mott Davidson)‏ (22 مارس 1949، شارلوتسفيل في الولايات المتحدة)؛ كاتِبة وروائية أمريكية.

## روابط خارجية
- ديان موت ديفيدسون على موقع ميوزك برينز (الإنجليزية)